# Amanda Lee Koe
Amanda Lee Koe (ur. w 1988 w Singapurze) – pisarka i autorka opowiadań. Najbardziej znana jest ze swojej debiutanckiej powieści Delayed Rays of A Star, wydanej przez Doubleday w lipcu 2019 roku oraz z otrzymanego tytułu najmłodszej laureatki Singapore Literature Prize.

## Dzieciństwo i edukacja
Amanda Lee Koe urodziła się w 1988 roku w Singapurze jako najstarsza córka, jej rodzice pracowali dla linii lotniczej Singapore Airlines. W okresie dzieciństwa oglądała bajki Disneya oraz filmy z gatunku sztuki walki, co wykorzystywała jako inspirację do zabawy w odgrywanie ról razem z rodzeństwem.
W szkole często buntowała się przeciw panującym zasadom, a kiedy zaczęła romantyczną relację z inną dziewczyną, Koe została skierowana na terapię konwersyjną. W okresie szkolnym pogłębiła swoje zainteresowanie kulturą społeczności LGBTQ+, a zwłaszcza kinem queerowym, dlatego po ukończeniu szkoły rozpoczęła studia z filmoznawstwa w Singapurze. Fascynacja postacią biseksualnej Marlene Dietrich wzbudziła u niej zainteresowanie kulturą Republiki Weimarskiej, dadaizmem i surrealizmem. W wieku dwudziestu kilku lat, Koe porzuciła dotychczas podejmowane prace dorywcze i zajęła się pisaniem.

## Kariera pisarska
W 2014 za swój debiutancki zbiór opowiadań Ministry of Moral Panic Koe otrzymała Singapore Literature Prize w kategorii fikcja w języku angielskim (jako najmłodsza laureatka tej nagrody). Zwycięstwo zagwarantowało jej udział w rezydencji twórczej dla pisarzy na Uniwersytecie w Iowa, niedługo później otrzymała również stypendium pozwalające jej na podjęcie studiów pisarskich na Uniwersytecie Colombia. Pieniądze z wygranej nagrody literackiej przeznaczyła na przeprowadzkę do Nowego Jorku.
Fascynacja postacią Marlene Dietrich i seria przypadków przywiodła Lee Koe pomysł na pierwszą powieść Delayed Rays of a Star, fikcyjną historię splatającą ze sobą prawdziwe postaci: Dietrich, Annę May Wong i Leni Riefenstahl. Książka uzyskała wyróżnienie jako najlepsza praca na roku na uniwersytecie i niedługo później, w 2019 roku, została wydana przez Doubleday.
W 2020 roku zbiór Ministerstwo moralnej paniki ukazał się w Tajfunach w polskim przekładzie Mikołaja Denderskiego.

## Życie prywatne
Wśród swoich literackich inspiracji Koe wymienia dzieła Sørena Kierkegaarda, Yasunariego Kawabaty i wczesną twórczość Vladimira Nabokova. Podkreśla również rolę kina dla swojej twórczości, wyróżniając filmy Hiroszima, moja miłość (Alain Resnais i Marguerite Duras), Jeanne Dielman, Bulwar Handlowy, 1080 Bruksela (Chantal Akerman), Upadłe anioły (Wong Kar-Wai) oraz Szepty i krzyki (Ingmar Bergman) jako te, które wywarły na nią znaczący wpływ.
Koe identyfikuje się jako osoba queerowa. Mieszka na Brooklynie ze swoją partnerką Kirsten Tan, reżyserką z Singapuru.